# Barbara Riedmüller-Seel
Barbara Riedmüller-Seel, geborene Riedmüller (* 5. September 1945 in Mittenwald), ist eine deutsche Sozialwissenschaftlerin und ehemalige Politikerin.
Nach Abschluss ihres Studiums der Soziologie an der Universität München 1973 promovierte sie 1976 zur Dr. phil. Seit dieser Zeit ist sie verheiratet mit Peter C. Seel.
Bis 1982 war sie planerisch auf dem Gebiet Gesundheit/Soziales bei der Landeshauptstadt München tätig. 1982 erfolgte die Habilitation in Politischer Wissenschaft an der Freien Universität Berlin. Von 1983 bis 1986 war sie Professorin am Fachbereich Pädagogik der Universität der Bundeswehr München, danach übernahm sie bis 1987 eine Gastprofessur an der Fakultät für Soziologie der Universität Bielefeld. Im März 1988 übernahm sie einen Lehrstuhl am Fachbereich Politische Wissenschaft der Freien Universität Berlin. Sie war von 1988 bis März 1989 Vizepräsidentin der Freien Universität Berlin.
Nach dem Wahlsieg Walter Mompers am 29. Januar 1989 wurde sie im März 1989 zur Senatorin für Wissenschaft und Forschung des Landes Berlin berufen.
Nach ihrem Ausscheiden aus diesem Amt im Januar 1991 war sie bis 1996 Mitglied des Abgeordnetenhauses von Berlin.
Seither ist sie wieder wissenschaftlich tätig.